# Râul Izvorul Scurjelei
Râul Izvorul Scurjelei este un curs de apă, afluent al râului Rebra. 